# Jean-Claude Hérault
Jean-Claude Héraut est un ancien dirigeant français de football, né le 22 mai 1941 et décédé le 25 janvier 1996. Il a présidé aux destinées du nouveau Stade de Reims de 1993 à 1996. Professionnel de l'automobile, il était chargé de la publicité au moment de la liquidation judiciaire en 1992. Décédé brutalement en janvier 1996, il avait contribué grandement à la survie du club champenois.

## Source
- Grégoire-Boutreau Pascal, Verbicaro Tony, Stade de Reims une histoire sans fin, éditions des Cahiers intempestifs-Stade de Reims, 2001 (cf. notamment page 222).